# Raiffeisenbank Oberpfalz Süd
Die Raiffeisenbank Oberpfalz Süd eG ist ein genossenschaftliches Kreditinstitut mit Hauptsitz in Donaustauf, einem Markt im Oberpfälzer Landkreis Regensburg in Bayern. Mit 12 Filialen und 4 weiteren SB-Stellen umfasst sie ein Geschäftsgebiet südlich der Stadt Regensburg.

## Geschichte
Die heutige Raiffeisenbank Oberpfalz Süd eG entstand aus der Fusion mehrerer Genossenschaftsbanken. Am 3. Mai 1903 wurde Raiffeisenbank Oberpfalz Süd eG als „Darlehenskassenverein Donaustauf“ im Röhrlschen Gasthaus gegründet. In den kommenden Jahren folgte der Anschluss neuer Zweigstellen, so zum Beispiel am 2. Januar 1964 in Tegernheim im Haus von Albert Schmid an der Hauptstraße. Am 13. April 2000 einigte man sich auf eine Fusion mit der Raiffeisenbank Sünching eG. Im Anschluss folgten weitere Fusionen mit regionalen Raiffeisenbanken und zuletzt die Fusion mit der Raiffeisenbank Inkofen-Eggmühl eG im Jahre 2009.

## Organe und Gremien
Der Vorstand der Raiffeisenbank Oberpfalz Süd eG besteht aus aktuell 2 Mitgliedern.
Der Aufsichtsrat wird von der Vertreterversammlung gewählt. Er überwacht die Geschäftsführung des Vorstandes und kontrolliert die Geschäftsergebnisse. Der Aufsichtsrat prüft zudem den Jahresabschluss und berichtet darüber in der jährlichen Vertreterversammlung.
Bei Genossenschaften mit mehr als 1.500 Mitgliedern kann die Satzung bestimmen, dass die Mitglieder ihre Rechte in einer Vertreterversammlung wahrnehmen. Hierzu wählen die Mitglieder aus ihrer Mitte eine bestimmte Zahl von Personen, die ihre Interessen in der Vertreterversammlung vertreten. Bei der Vertreterwahl haben alle Mitglieder eine Stimme – unabhängig von der Anzahl der Geschäftsanteile. Die Vertreter werden grundsätzlich für vier Jahre gewählt. Auf der jährlich stattfindenden Vertreterversammlung erhalten die Vertreter nicht nur Informationen über die geschäftspolitische und wirtschaftliche Entwicklung der Bank. Sie können auch aktiv an der Zukunft der Bank mit entscheiden. Zusätzlich finden auch jährlich mehrere Infoveranstaltungen für die Mitglieder statt. Den Mitgliedern stehen eine Verzinsung der Geschäftsanteils-Einlage zu.

## Arbeitgeber und Ausbilder
Die Raiffeisenbank Oberpfalz Süd eG ist ein bedeutender Arbeitgeber und Ausbilder in der Region. Die Finanzgruppe Volksbanken Raiffeisenbanken wurde bereits mehrmals als "Top Arbeitgeber" in verschiedenen Rubriken ausgezeichnet. Bei der jährlich stattfindenden Umfrage des Marktforschungsinstituts „trendence“ war die Bankengruppe auch im Jahr 2022 wieder in dem Ranking „Top 100 Arbeitgeber für Studierende“ und „Top 100 Arbeitgeber für Schüler“ vertreten.
Die schulische Ausbildung findet in der Matthäus Runtinger Berufsschule Regensburg statt. Nach der Ausbildung werden Fortbildungen und Seminare über die Akademie Bayerischen Genossenschaften und die ADG-business-school für Arbeitnehmer angeboten.

## Genossenschaftsidee und Geschäftsgebiet
Die genossenschaftliche Idee lautet: „Was einer nicht schafft, das schaffen viele“. Diese Aussage kam erstmals vor 160 Jahren im Zusammenhang mit Friedrich Wilhelm Raiffeisen und Hermann Schulze-Delitzsch auf. Daraus bildete sich die heutige Grundlage der Genossenschaftsbanken. Im Jahr 2016 wurde die Genossenschaftsidee in das UNESCO-Verzeichnis „Immateriellen Kulturerbe der Menschheit“ aufgenommen.
Unter dem Leitgedanken der Genossenschaftsidee unterstützt die regionale Raiffeisenbank viele Vereine, Projekte und Veranstaltungen vor Ort. Auch die örtlichen Schulen stehen bei vielen Projekten, wie bei jugend creativ – dem größten Jugendwettbewerb der Welt – im Mittelpunkt. Die oberpfälzer Genossenschaftsbank konnte hier bereits sowohl Bundes- als auch Landessieger hervorbringen.
Das Geschäftsgebiet der Raiffeisenbank Oberpfalz Süd eG erstreckt sich über den Südlichen Teil der Oberpfalz. Mit 12 Geschäftsstellen und 4 Selbstbedienungs-Stellen ist die Bank von Donaustauf bis nach Langquaid vor Ort in der Region verankert.

## Mitgliedschaft und Verbundpartner
Die Raiffeisenbank Oberpfalz Süd eG wird als Genossenschaftsbank von mehr als 19.000 Mitgliedern getragen. Mitglieder sind Miteigentümer der Bank. Dadurch haben sie die Möglichkeit, sich am demokratischen Entscheidungsprozess der Genossenschaft zu beteiligen.
Die Raiffeisenbank ist Mitglied der Genossenschaftlichen Finanzgruppe. Dabei handelt es sich um mehrere Verbundpartner die im genossenschaftlichen Verbund zusammenarbeiten. Jeder Partner ist dabei ein eigenständiges Unternehmen. Sie ergänzen die Produkt- und Dienstleistungspalette der Raiffeisenbank Oberpfalz Süd eG.